# Tannenberg (Szászország)
Tannenberg település Németországban, azon belül Szászország tartományban. Lakosainak száma 1068 fő (2023. december 31.).

## Népesség
A település népességének változása:
| Lakosok száma | 1131 | 1128 | 1056 | 1060 | 1068 |
|               | 2017 | 2019 | 2021 | 2022 | 2023 |